# Countdown to Ecstasy
Albums de Steely Dan
Can't Buy A Thrill
(1972) Pretzel Logic
(1974)
Countdown To Ecstasy (1973) est le deuxième album du groupe de rock américain Steely Dan.

## Titres de l’album
Toutes les compositions sont de Walter Becker et Donald Fagen.
1. Bodhisattva - 5:19
2. Razor Boy - 3:11
3. The Boston Rag - 5:40
4. Your Gold Teeth - 7:02
5. Show Biz Kids (en) - 5:25
6. My Old School - 5:47
7. Pearl of the Quarter - 3:50
8. King of the World - 5:04

## Musiciens

### Steely Dan
- Jeff "Skunk" Baxter – Guitare, Pedal Steel Guitare
- Walter Becker – Guitare basse, Harmonica, Chant
- Denny Dias – Guitare
- Donald Fagen – Piano, Piano électrique, Synthétiseur, Chant
- Jim Hodder – Batterie, Percussion, Chant

### Autres musiciens
- Victor Feldman – Vibraphone, Marimba, Percussion
- Ray Brown – Basse sur "Razor Boy"
- Rick Derringer -  Slide guitare sur "Show Biz Kids"
- Ben Benay – Guitare acoustique
- Sherlie Matthews, Myrna Matthews,  Patricia Hall,  David Palmer, Royce Jones, James Rolleston et Michael Fenelly - Chant

## Production
- Gary Katz - Producteur
- Roger Nichols – Ingénieur du son
- Miss Natalie – Assistant ingénieur
- Dotty of Hollywood - Design
- Ed Caraeff - Photographie